# Phyllodactylus galapagensis
Phyllodactylus galapagensis är en ödleart som beskrevs av  Peters 1870. Phyllodactylus galapagensis ingår i släktet Phyllodactylus och familjen geckoödlor.

## Underarter
Arten delas in i följande underarter:
- P. g. daphnensis
- P. g. maresi
- P. g. olschkii
- P. g. galapagensis